# Dewildemania stenophylla
Dewildemania stenophylla là một loài thực vật có hoa trong họ Cúc. Loài này được (Baker) B.L.Burtt mô tả khoa học đầu tiên năm 1950.